# Cloncurry Airport
Cloncurry Airport är en flygplats i Australien. Den ligger i kommunen Cloncurry och delstaten Queensland, omkring 1 500 kilometer nordväst om delstatshuvudstaden Brisbane.
Trakten runt Cloncurry Airport är nära nog obefolkad, med mindre än två invånare per kvadratkilometer.. Närmaste större samhälle är Cloncurry, nära Cloncurry Airport. 
Omgivningarna runt Cloncurry Airport är i huvudsak ett öppet busklandskap. Genomsnittlig årsnederbörd är 458 millimeter. Den regnigaste månaden är februari, med i genomsnitt 126 mm nederbörd, och den torraste är augusti, med 1 mm nederbörd.